# بحران بدهی آمریکای لاتین

آمریکای لاتین

بحران بدهی آمریکای لاتین (اسپانیایی: Crisis de la deuda latinoamericana‎) بحران مالی بود که در اوایل دهه ۱۹۸۰ (و برای بعضی از کشورها از دهه ۱۹۷۰ شروع شد)، و به خاطر آنکه کشورهای آمریکای لاتین به نقطه‌ای رسیدند که بدهی‌های خارجی‌شان بیش از درآمدشان بود و قادر به باز پرداخت وامهایشان نبودند. این دهه برای آنها به عنوان «دهه از دست رفته» شناخته می‌شد.

## ریشه‌ها
در دهه‌های ۱۹۶۰ و ۱۹۷۰، بسیاری از کشورهای آمریکای لاتین، به ویژه برزیل، آرژانتین و مکزیک، از وام‌های بین‌المللی برای صنعتی‌سازی، به ویژه برنامه‌های زیرساخت، پول زیادی را به دست آوردند. این کشورها در آن زمان رشد اقتصادی داشتند، بنابراین طلبکاران خوشحال بودند که وام بدهند. در ابتدا، کشورهای در حال توسعه از طریق راه‌های عمومی مانند بانک جهانی وام به دست آوردند. پس از سال ۱۹۷۳، بانک‌های خصوصی منابع مالی زیادی را از کشورهای غنی از نفت به دست آوردند که اعتقاد داشتند که بدهی‌های دولتی یک سرمایه‌گذاری مطمئن هستند. مکزیک در برابر درآمدهای نفتی آینده‌اش وامی به ارزش دلار آمریکا گرفت ولی با کاهش قیمت نفت اقتصاد مکزیک نیز فرو ریخت.
بین سال‌های ۱۹۷۵ و ۱۹۸۲، بدهی‌های آمریکای لاتین به بانک‌های تجاری به میزان سالیانه ۲۰٫۴ درصد افزایش یافت. این وام‌های بلند مدت باعث شد که آمریکای لاتین چهار برابر بدهی‌های خارجی خود را از ۷۵ میلیارد دلار در سال ۱۹۷۵ به بیش از ۳۱۵ میلیارد دلار در سال ۱۹۸۳ یا ۵۰ درصد از تولید ناخالص داخلی کشورهای منطقه بعنوان بهره و بازپرداخت وام اصلی بپردازد.

## تاریخچه
زمانی که اقتصاد جهانی در دهه‌های ۱۹۷۰ و ۱۹۸۰ دچار بحران اقتصادی شد و اقتصاد نفت بسرعت افزایش یافت، کشورهای منطقه با شکست روبرو شدند. کشورهای در حال توسعه خود را در بحران ناامید کننده نقدینگی یافتند. کشورهای صادر کننده نفت خام، پس از افزایش قیمت نفت در سالهای ۱۹۷۳–۱۹۸۰، پول نقد خود را در بانک‌های بین‌المللی سرمایه‌گذاری کردند که بخش عمده‌ای از سرمایه خود را به عنوان وام به دولت‌های آمریکای لاتین داده بودند. افزایش شدید قیمت نفت باعث شد که بسیاری از کشورها وام‌های بیشتری را جستجو کنند و حتی بعضی از کشورهای تولیدکننده نفت بدهی‌های قابل توجهی را برای توسعه اقتصادی در نظر گرفتند و امیدوار بودند که قیمت‌های بالا همچنان ادامه یابد و آنها بتوانند بدهی‌هایشان را بپردازند.

## تأثیرات

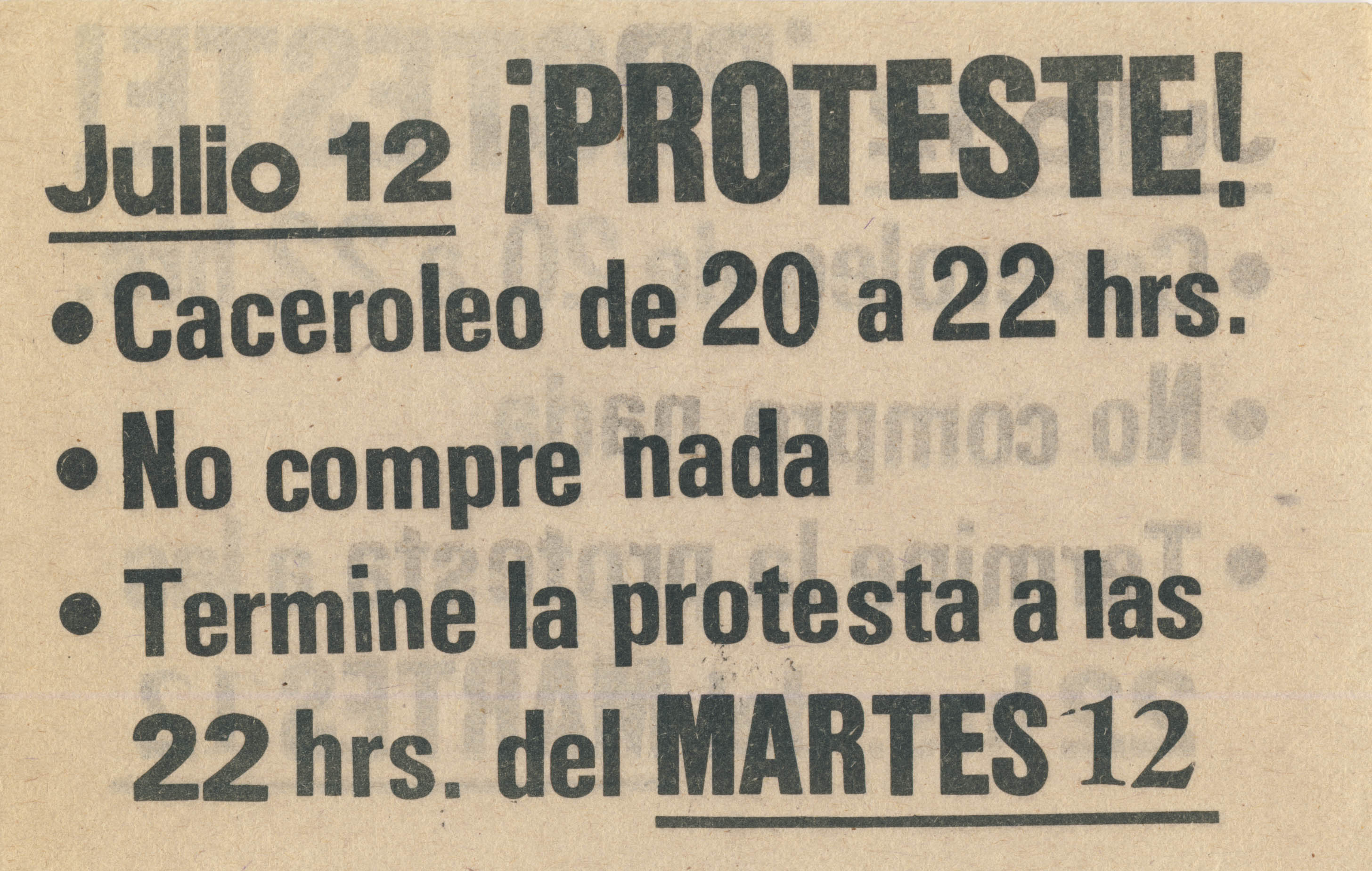
جزوه فراخوان برای شرکت در سومین روز اعتراض ملی، که در 12 ژوئیه 1983 در شیلی برگزار شد.

بحران بدهی سال ۱۹۸۲، جدی‌ترین رویداد در تاریخ آمریکای لاتین بود. درآمدها و واردات کاهش یافت؛ رشد اقتصادی متوقف شد؛ بیکاری به سطح بالایی رسید؛ و تورم قدرت خرید طبقه متوسط را کاهش داد. در حقیقت، در ده سال پس از ۱۹۸۰، دستمزد واقعی در مناطق شهری تقریباً بین ۲۰ تا ۴۰ درصد کاهش یافت. علاوه بر این، سرمایه‌گذاری‌هایی که می‌بایست برای مسائل اجتماعی و فقر مورد استفاده قرار گیرد، برای پرداخت بدهی‌ها استفاده می‌شد.

## صندوق بین‌المللی پول
پیش از بحران، کشورهای آمریکای لاتین مانند برزیل و مکزیک برای افزایش ثبات اقتصادی و کاهش نرخ فقر وام گرفتند. با این حال، وقتی مشخص شد که در پرداخت بدهی‌های خارجی شان نا توان هستند، وام‌ها متوقف شد و جریان منابع برای بازسازی نیز قطع گردید.